# Mephisto (catch)
Mephisto, né le 10 décembre 1968 à Mexico, est un Luchador mexicain masqué (ou lutteur professionnel) travaillant au sein du Consejo Mundial de Lucha Libre.

## Carrière

### Consejo Munidal de Lucha Libre (1988-...)

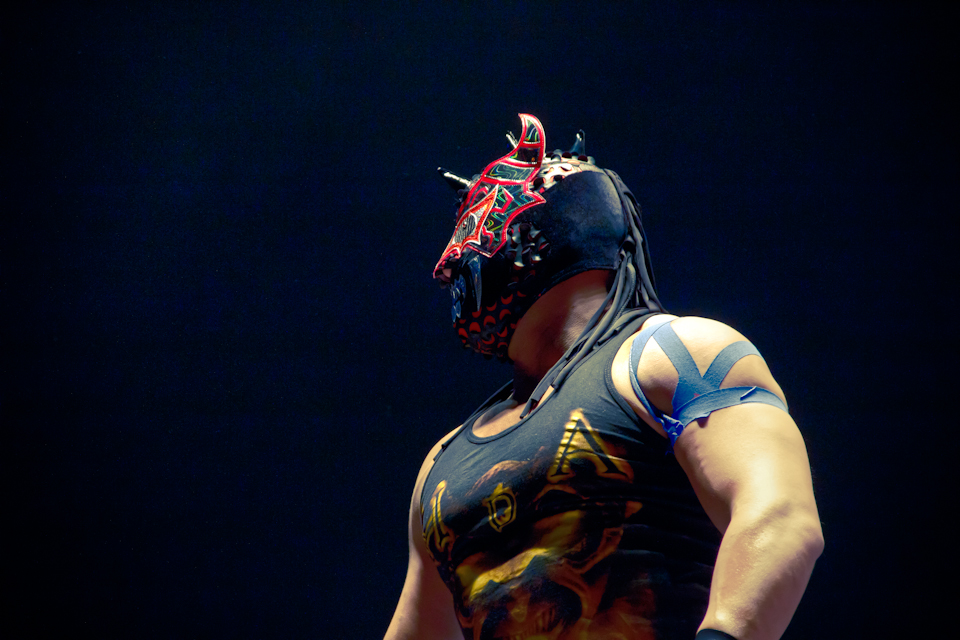
Mephisto durant un match.

Le 13 mars 2011, il perd le NWA World Historic Welterweight Championship contre La Sombra. Le 15 juillet, lui, Averno et Ephesto battent La Sombra, Máscara Dorada et La Máscara et remportent les CMLL World Trios Championship.
En janvier 2015, Mephisto est retourné au Japon pour prendre part à la tournée Fantastica Mania 2015, au cours de laquelle il a rejoint le Bullet Club et a défendu avec succès le Mexican National Light Heavyweight Championship contre Stuka, Jr.
Le 2 mai 2016, il bat Máscara Dorada et remporte pour la deuxième fois le CMLL World Welterweight Championship.

## Palmarès
- Consejo Mundial de Lucha Libre
  - 3 fois CMLL World Tag Team Championship avec Averno[6]
  - 1 fois CMLL World Trios Championship avec Averno et Ephesto[6]
  - 2 fois CMLL World Welterweight Championship (actuel)[6]
  - 1 fois Mexican National Light Heavyweight Championship[6]
  - 2 fois Mexican National Trios Championship avec Satánico et Averno (1), avec Ephesto et Lucifierno (1)[6]
  - 1 fois Mexican National Welterweight Championship[6]
  - 1 fois NWA World Welterweight Championship[6]
  - 1 fois NWA World Historic Welterweight Championship[6]
  - CMLL Torneo de Parejas (1997)[2]

- International Wrestling Revolution Group
  - La Copa Higher Power (1999)[2]

- Pro Wrestling Illustrated
  - Classé 54e en 2006[7].